# آرثر (رسوم متحركة)
آرثر سلسلة تلفزيونية تعليمية كندية أمريكية عبارة عن رسوم متحركة للأطفال من سن 4 إلى 8 سنوات، من إبداع مجموعة كوكي جار (المعروفة سابقًا باسم سينار) وقناة دبليو جي بي إتش على بّي بي إس. يعرض المسلسل في المدينة الخيالية الأمريكية إلوود، ويدور حول حياة آرثر ريد البالغ من العمر ثماني سنوات، وهو تجسيم لخنزير الأرض، وأصدقائه، وعائلته، وتفاعلاتهم اليومية مع بعضهم البعض.
يستند المسلسل التلفزيوني إلى سلسلة كتب مغامرات آرثر، التي كتبها ووضحها بالرسوم مارك براون. بدأت بوسطن دبليو جي بي إتش وسينار (المعروفة الآن بمجموعة كوكي جار) في إنتاج سلسلة الرسوم المتحركة في عام 1994، وبُثت أول حلقة في 7 أكتوبر 1996. منذ ظهوره على التلفاز، بَث المسلسل 246 حلقة، كل حلقة نصف ساعة.
بُث عرض تجريبي لمسلسل بطاقات بريدية من بوستر كموسم من ثماني حلقات في ديسمبر 2003، وهو سلسلة متفرعة عن آرثر. عُرض مسلسل بطاقات بريدية من بوستر منذ 11 أكتوبر 2004 وحتى 21 نوفمبر 2008، واجه المسلسل انقطاعًا دام لعدة سنوات، حتى تجديده لفترة قصيرة في فبراير 2012، لكنه ألغي بعد بث ثلاث حلقات لم يرها أحد وعُلق من الموسم الثالث للعرض.
غالبًا ما يتعامل آرثر مع القضايا المهمة التي تواجهها العائلات مثل الربو، وعسر القراءة، والسرطان، والسكري، واضطراب طيف التوحد. يشجع أيضًا القراءة والعلاقات مع العائلة والأصدقاء من خلال توضيح أن الأشخاص لديهم شخصيات واهتمامات مختلفة.
أصبح آرثر واحدًا من أعلى العروض تقييمًا على (بّي بي إس أطفال) لعدة سنوات منذ ظهوره على التلفاز، إذ بلغ متوسط المشاهدات نحو 10 ملايين مشاهدة أسبوعيًا في الولايات المتحدة. بُث في ما مجموعه 83 بلدًا، بما في ذلك: بّي بي إس في الولايات المتحدة، وراديو كندا، وشبكة المعرفة، وتي في أو أونتاريو، وسي بي سي في كندا، والعديد من قنوات إيه بي سي في أستراليا، وبي بي سي الأولى/ سي بي بي سي في المملكة المتحدة. إنها أطول سلسلة رسوم متحركة للأطفال في الولايات المتحدة، وثاني أطول سلسلة رسوم متحركة في الولايات المتحدة، بعد عائلة سيمبسون. أعلِن عن تجديد آرثر لمدة أربعة مواسم إضافية في يونيو 2018، حتى الموسم 25، واستمراره حتى 2020 على الأقل.

## البيئة
شخصية آرثر ريد وهو حامل اسم المسلسل، تجسيم لخنزير الأرض لونه بني، ويبلغ من العمر ثماني سنوات يعيش في مدينة إلوود الخيالية. وهو طالب في الصف الثالث في مدرسة ليكوود الابتدائية. تضم عائلة آرثر والدين يعملان في المنزل، والده ديفيد (طاهي) وأمه جين (محاسبة)، وشقيقتاه الصغيرتان، دورا وينيفريد (دي. دبليو) في مرحلة ما قبل المدرسة، وكيت التي ما تزال رضيعةً، وكلبه بال. لدى آرثر أيضًا العديد من الأصدقاء الذين ينتمون إلى خلفيات عرقية، واجتماعية، واقتصادية مختلفة، ويلتقي أحيانًا بأفراد من أسرته الكبيرة.
تُصور مدينة إلوود على أنها منطقة ضواحي تشبه إلى حد كبير منطقة بوسطن، يُنتج المسلسل التلفزيوني جزئيًا بواسطة دبليو جي بي إتش. علاوةً على ذلك يبدو أن فريق البيسبول المحترف في مدينة إلوود، «إلوود غريبس»، هو تمثيل خيالي لفريق بوسطن ريد سوكس. تشير حلقة «لعنة غريبس» في الموسم العاشر بوضوح إلى معتقد في لعبة البيسبول مثل لعنة بامبينو. تشير نفس الحلقة أيضًا بشكل غير مباشر إلى التنافس بين ريد سوكس ونيويورك يانكيز، إذ يواجه غريبس منافسة شرسة مع كراون كينغز خلال بطولة العالم، في نسخة العرض من السلسلة العالمية. تبدو مدينة كراون تمثيلًا خياليًا لمدينة نيويورك بوضوح في الحلقات الأخرى. يُشار ضمنيًا في إحدى الحلقات إلى أن فريق هوكي الجليد الذي يرتدي شعار دبليو جي بي إتش وألوان فريق بوسطن بروينز على زيهم الرسمي هو فريق الهوكي المحترف في مدينة إلوود (وربما دوري الهوكي الوطني).
هناك أيضًا إشارات قوية إلى مدينة إيري في ولاية بنسلفانيا مسقط رأس براون. من الجدير بالذكر أن مركز التسوق المحلي في المسلسل التلفزيوني يطلق عليه اسم «مول ميل كريك»، وهو إشارة إلى مول ميليكريك. صرح براون نفسه بأن السلسلة تتأثر بتنشئته كطفل في إيري، وأشار تحديدًا إلى أن شخصية السيد راتبورن تمثل شخصية مدرس جبر في المدرسة المتوسطة درّسه في مدرسة وستليك المتوسطة.

### الأصوات العربية
أرثر
دوبلاج:
- إيمان بيطار – أرثر
- سوسن عواد (مدرجة باسم سوسن عوّاد)
- أسمهان بيطار
- منى عطوي
- إيناس الحجيري

إشترك في الدبلجة:
- علي فقيه
- علي شقير
- حسان حمدان (مدرجة باسم حسن حمدان)
- محمود ناصر
- هبة السعيد
- ريتا سابا

آرثر
أصوات:
- إيمان هايل – آرثر
- ديانا رحمة
- أحمد العمري
- وئام راجي
- أحمد الآغا
- أريج النابلسي

### طاقم العمل
- إخراج: غريغ بايلي
- منفذ: غريغ بايلي

#### النسخة العربية
أرثر
- مونتاج وميكساج: جمال مقلد
- تنفيذ: محسن عواضة
- الإشراف العام: وليد مرعي
- تمت الدبلجة في ستديوهات: Super M Productions
- إنتاج: KM Productions (مدرجة باسم K M Productions)

آرثر
- الترجمة: روان الطراونة
- إخراج: محمد بديوي العمري
- العمليات الفنية: الشرق الأدنى للإنتاج الفني

عمان – الأردن
- 2010 ©‎ Tiger educational foundation Amd Horn Rims XIV Productions Inc, a subsidiary of Cookie Jar Entertainment, All rights Reserved.‎

### وصلات خارجية
- PBS Kids: Official Site
- WGBH Arthur Pressroom – News and Pictures, Series Fact Sheet
- Official UK CBBC site
- آرثر على موقع IMDb (الإنجليزية)
- آرثر على موقع ميتاكريتيك (الإنجليزية)
- آرثر على موقع روتن توميتوز (الإنجليزية)
- آرثر على موقع نتفليكس (الإنجليزية)
- آرثر على موقع كينوبويسك (الروسية)
- آرثر على موقع ألو سيني (الفرنسية)
- آرثر على موقع قاعدة بيانات الفيلم (الإنجليزية)